# 河野龍也
河野 龍也（こうの たつや、1976年 - ）は、日本近代文学研究者、東京大学准教授。

## 人物・来歴
埼玉県入間郡大井町（現ふじみ野市）出身。2007年東京大学大学院人文社会系研究科博士課程単位取得退学。2009年「佐藤春夫研究」で博士（文学）。東大助教、2010年実践女子大学講師、准教授、教授。2022年東大人文社会系研究科准教授。2019年『佐藤春夫と大正日本の感性－「物語」を超えて』でやまなし文学賞受賞。専門は日本近代文学。

## 著書
- 『ドキュメンタリー忠臣蔵』青谷舎, 1998
- 『佐藤春夫と大正日本の感性 「物語」を超えて』鼎書房, 2019

### 共編著
- 『大学生のための文学トレーニング テキスト 近代編』佐藤淳一,古川裕佳,山根龍一, 山本良共編著. 三省堂, 2012
- 『大学生のための文学トレーニング 現代編』浅野麗, 小野祥子,佐藤淳一, 山根龍一,山本良共編著. 三省堂, 2014
- 『佐藤春夫読本』辻本雄一監修, 編著. 勉誠出版, 2015.10
- 『梶井基次郎「檸檬」のルーツ 実践女子大学蔵「瀬山の話」 武蔵野書院創業百周年記念出版 モノクロ影印普及版』編. 武蔵野書院, 2019

## 論文
- <河野龍也